# Xian de Wuhe
Le xian de Wuhe (五河县 ; pinyin : Wǔhé Xiàn) est un district administratif de la province de l'Anhui en Chine. Il est placé sous la juridiction de la ville-préfecture de Bengbu.

## Démographie
La population du district était de 681 294 habitants en 1999.